# Запасы нефти в Саудовской Аравии

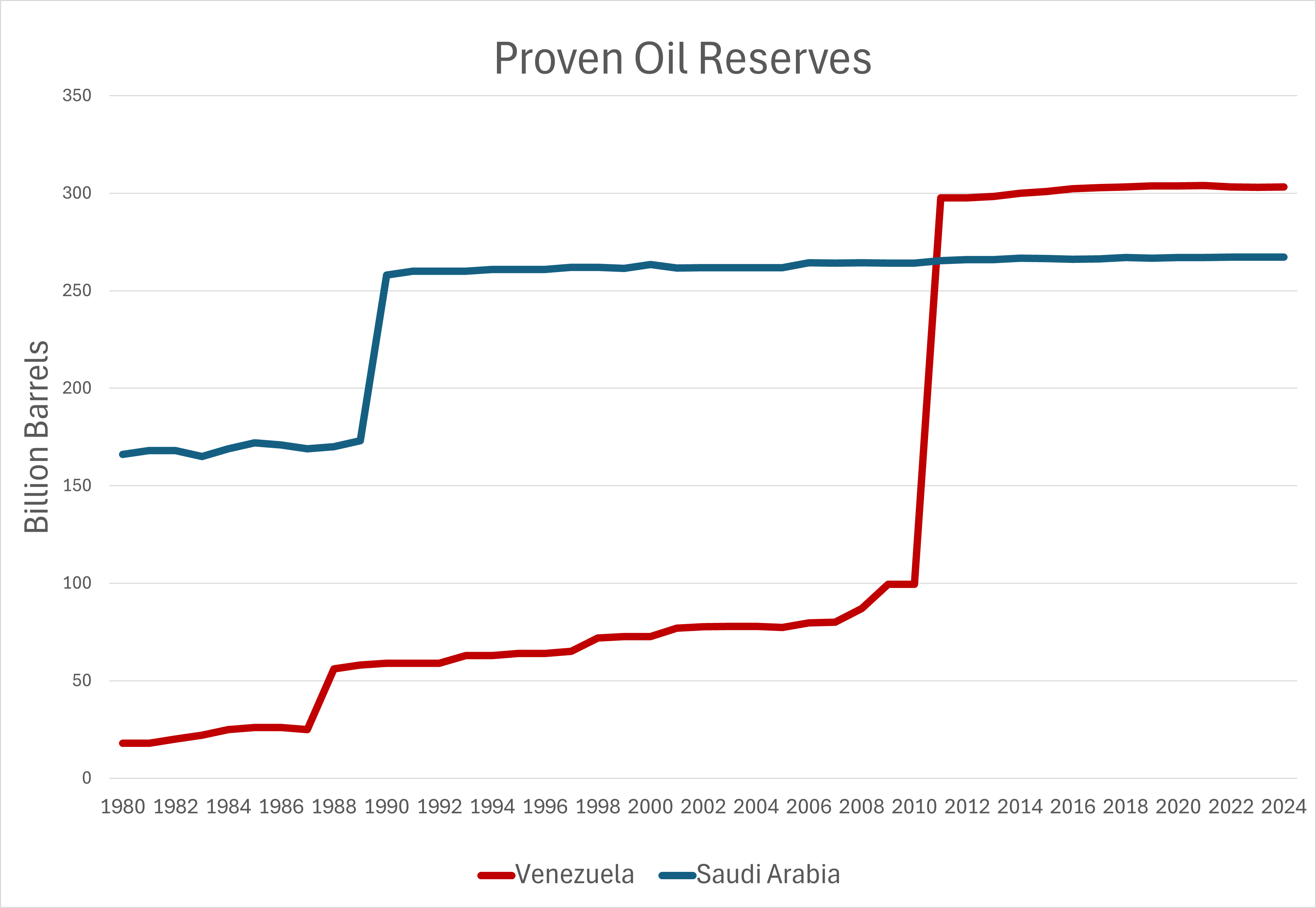
График, на котором показаны сведения о доказанных запасах нефти в Венесуэле и Саудовской Аравии по годам. Синим цветом отмечены запасы Саудовской Аравии, красным — Венесуэлы

Доказанные запасы нефти в Саудовской Аравии составляют 268 миллиардов баррелей (2,5 млрд из которых находятся на территории Саудо-кувейтской нейтральной зоны), считались крупнейшими в мире до января 2011 года, когда Венесуэла объявила, что её доказанные запасы нефти составляют 297 млрд баррелей. 
На территории Саудовской Аравии расположена примерно одна пятая часть от общемировых нефтяных запасов. Большая их часть находится на сравнительно малом количестве крупных месторождений.

## Основные месторождения
Хотя на территории Саудовской Аравии находится около 100 газовых и нефтяных месторождений, более половины саудовской нефти добывается всего из 8 месторождений, крупнейшим из которых является Гавар. Гавар — крупнейшее нефтяное месторождение в мире, оно содержит около 70 миллиардов баррелей нефти. 90 % процентов находящейся на территории Саудовской Аравии нефти добывается из 5 месторождений, причём 60 % добывается на Гаваре.

## Добыча

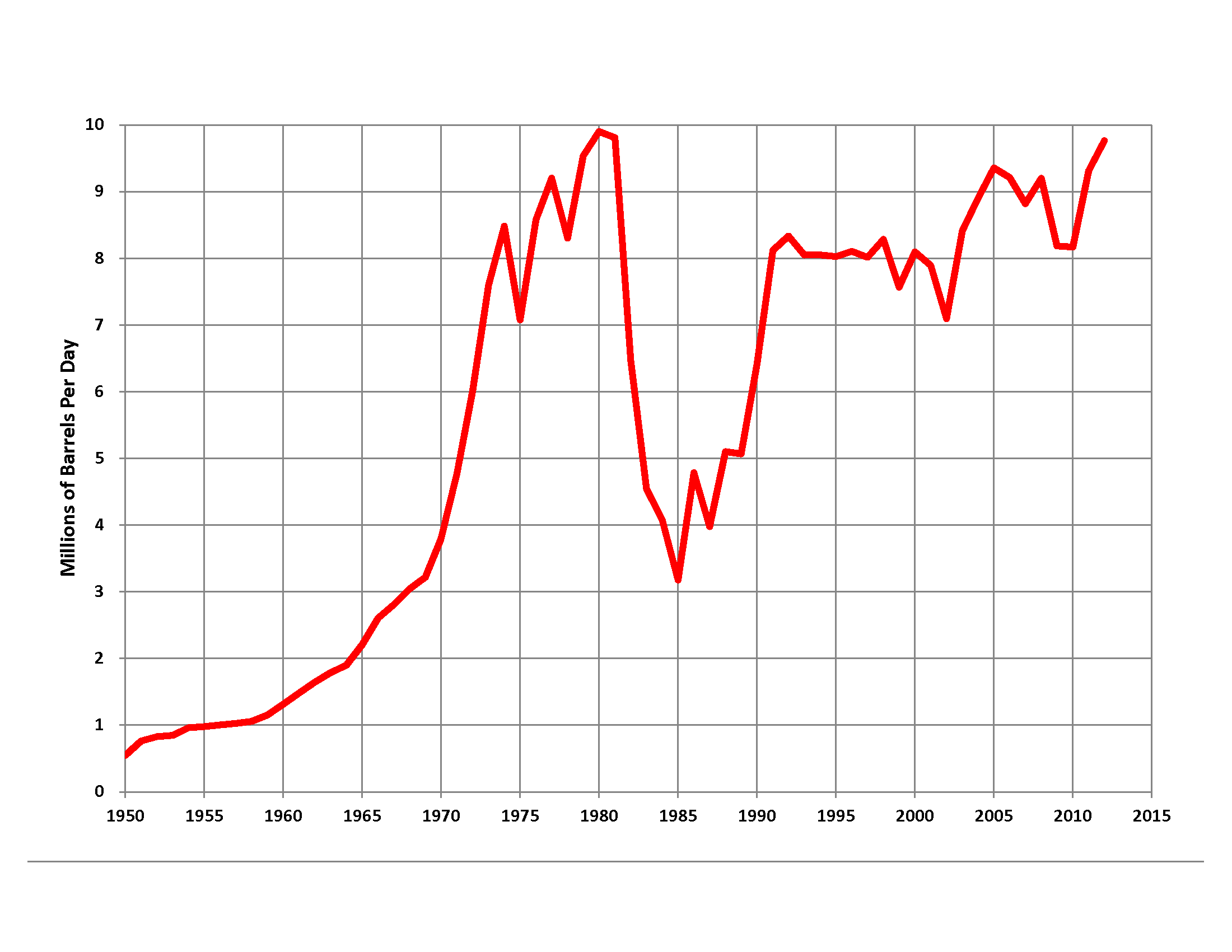
Добыча сырой нефти в Саудовской Аравии в 1950—2012 годах

Саудовская Аравия добывала 10,3 миллиона баррелей в день в 1980 году и 10,6 в 2006. По мнению некоторых экспертов, добыча нефти Саудовской Аравией уже достигла своего пика или достигнет его в ближайшем будущем.
Поскольку с 1982 года Саудовская Аравия не предоставляла зарубежным исследователям доступа к документам, касающимся запасов нефти в стране, официальные сведения о них вызывают сомнения у экспертов. Так, исследователь Мэтью Симмонс в своей книге «Закат арабской нефти» выразил мнение, что Саудовская Аравия прошла пик добычи нефти и не сможет добывать больше, чем в 2004 году.
В результате утечки дипломатических телеграмм в 2011 году выяснилось, что Саддад аль-Хусейни, бывший вице-президент Saudi Aramco, предупреждал США, что нефтяные запасы Саудовской Аравии могут быть на 40 % ниже заявленных.

## Галерея

Нефтяные и газовые месторождения Саудовской Аравии
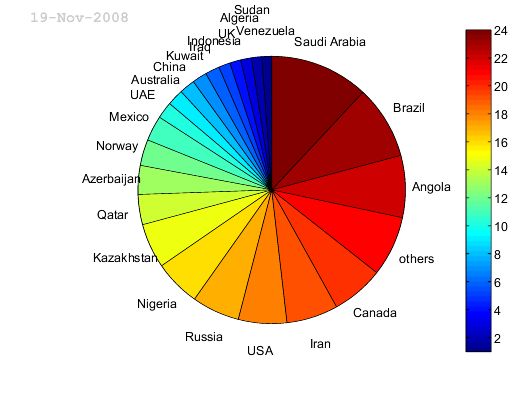
Запасы нефти в мире по состоянию на 2008 год